# Монгольская кухня
Монгольская кухня (монг. Монгол хоол) — кулинарные традиции монголов, коренного народа Монголии. Традиционный пищевой рацион монголов тесно связан со скотоводством.

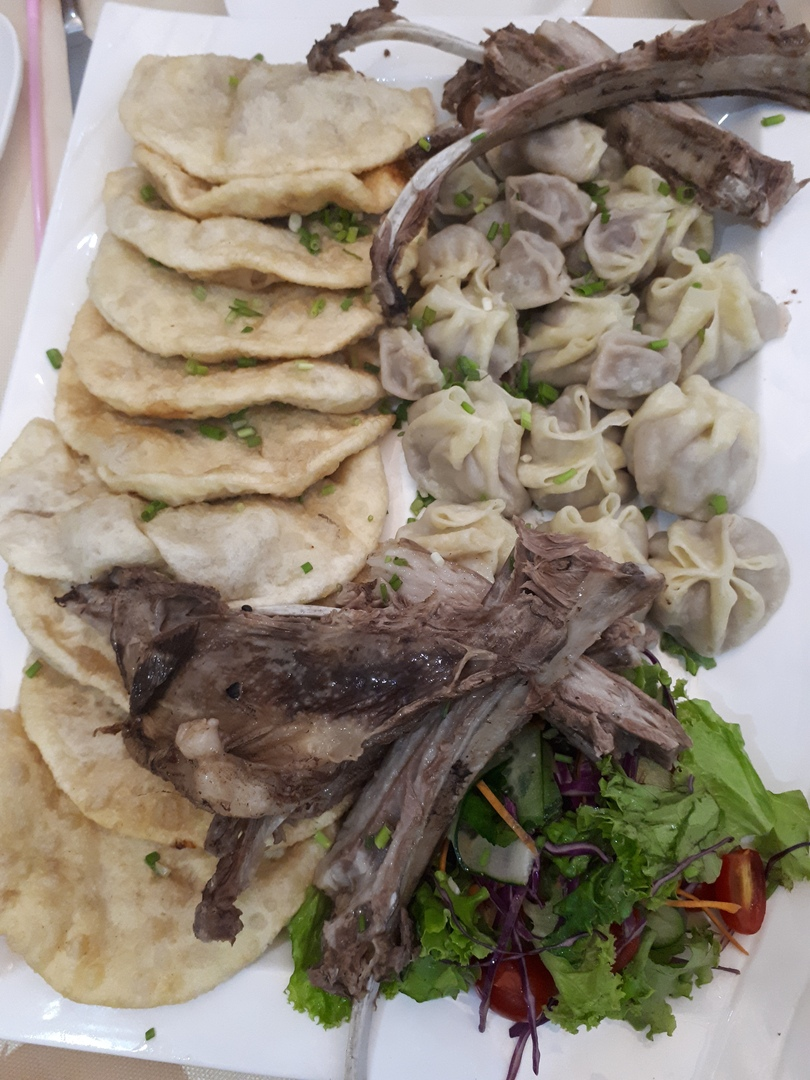
Слева выложены хушуры, справа — буузы; кроме того присутствуют бараньи рёбрышки и зелень

## Продукты
Для приготовления мясных монгольских блюд используются наиболее распространённые виды мяса: баранина, козлятина, говядина. Мясо сарлыков и конина встречаются реже, иногда используется мясо тарбагана и другой дичи. При приготовлении мясо слишком долго не варят, как у других народов — для сохранения витаминов и вкуса. 
Для молочных продуктов используется кобылье, коровье, овечье, ячье и, в зоне полупустынь и пустынь, верблюжье молоко. Сырое молоко монголами традиционно в пищу не употребляется, а подвергается сквашиванию или сбраживанию. Исключение составляют случаи приготовления сутэй цая, при приготовлении которого сырое молоко добавляется в кипящий зелёный чай и доводится до полного кипения.
Также используется пшеничная мука и рисовая крупа. Картофель, капуста, морковь, репа, чеснок, дикий лук в свежем виде в пищу, как правило, не употребляются. Овощи предварительно варят или приготавливают на пару.

## Блюда

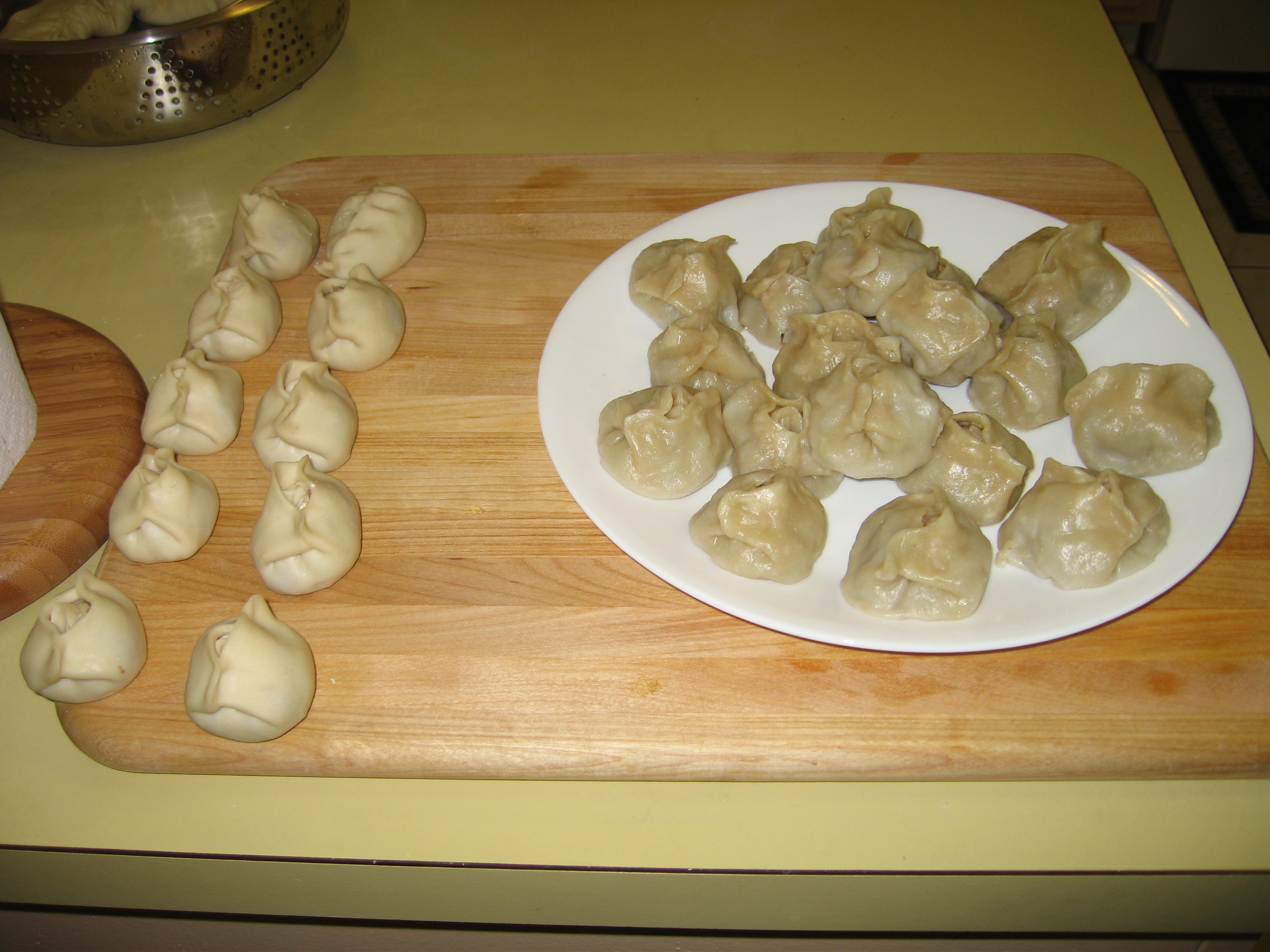
Вариант монгольских бууз: перед варкой (слева) и готовые (справа)

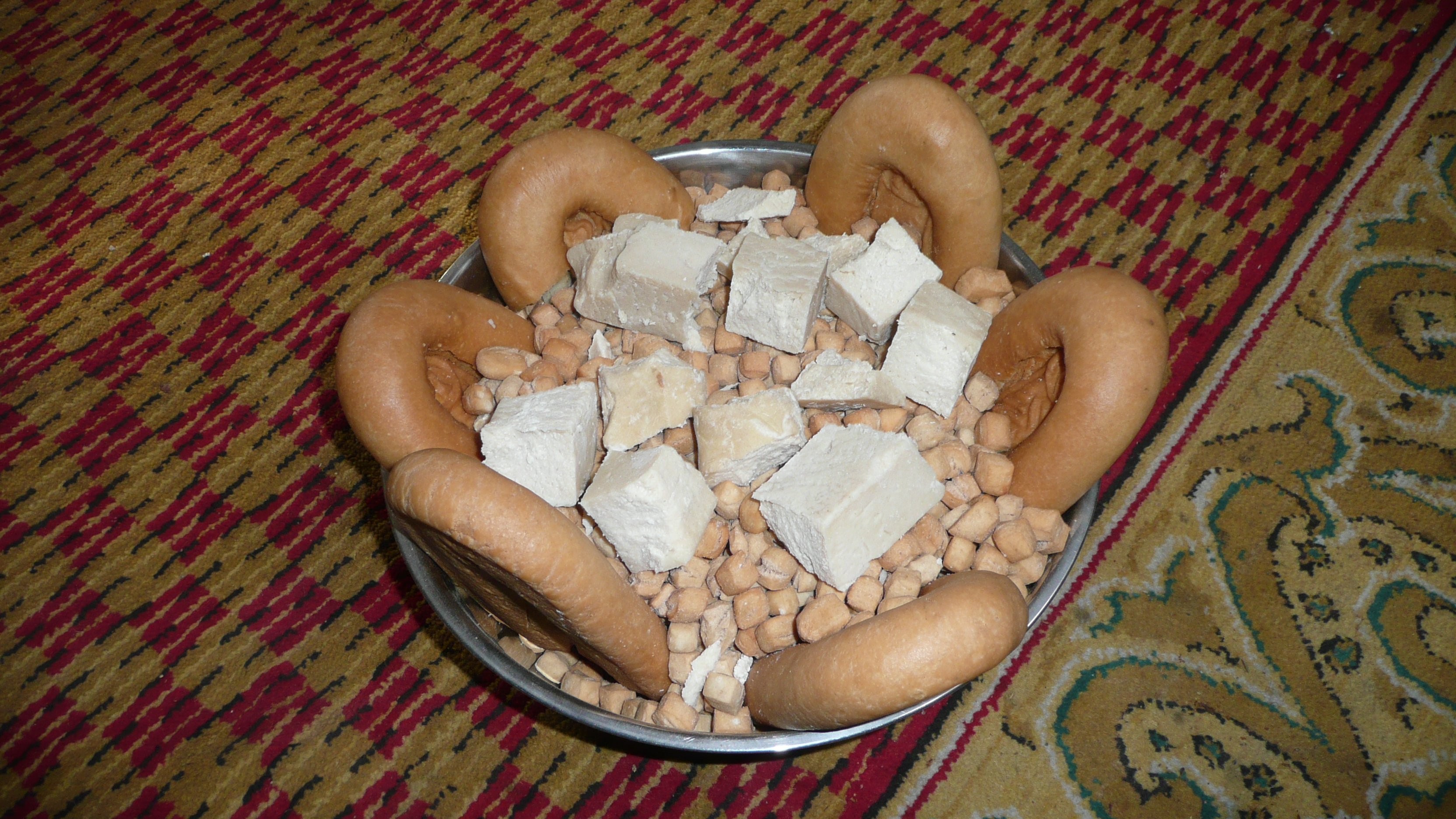
Крупные белые куски сыра арул, под ними мелкие кусочки борцока, по краям вертикально «ул боов» — специальный род хлеба, выпекаемый к празднованию лунного Нового года «Цаган Сар»

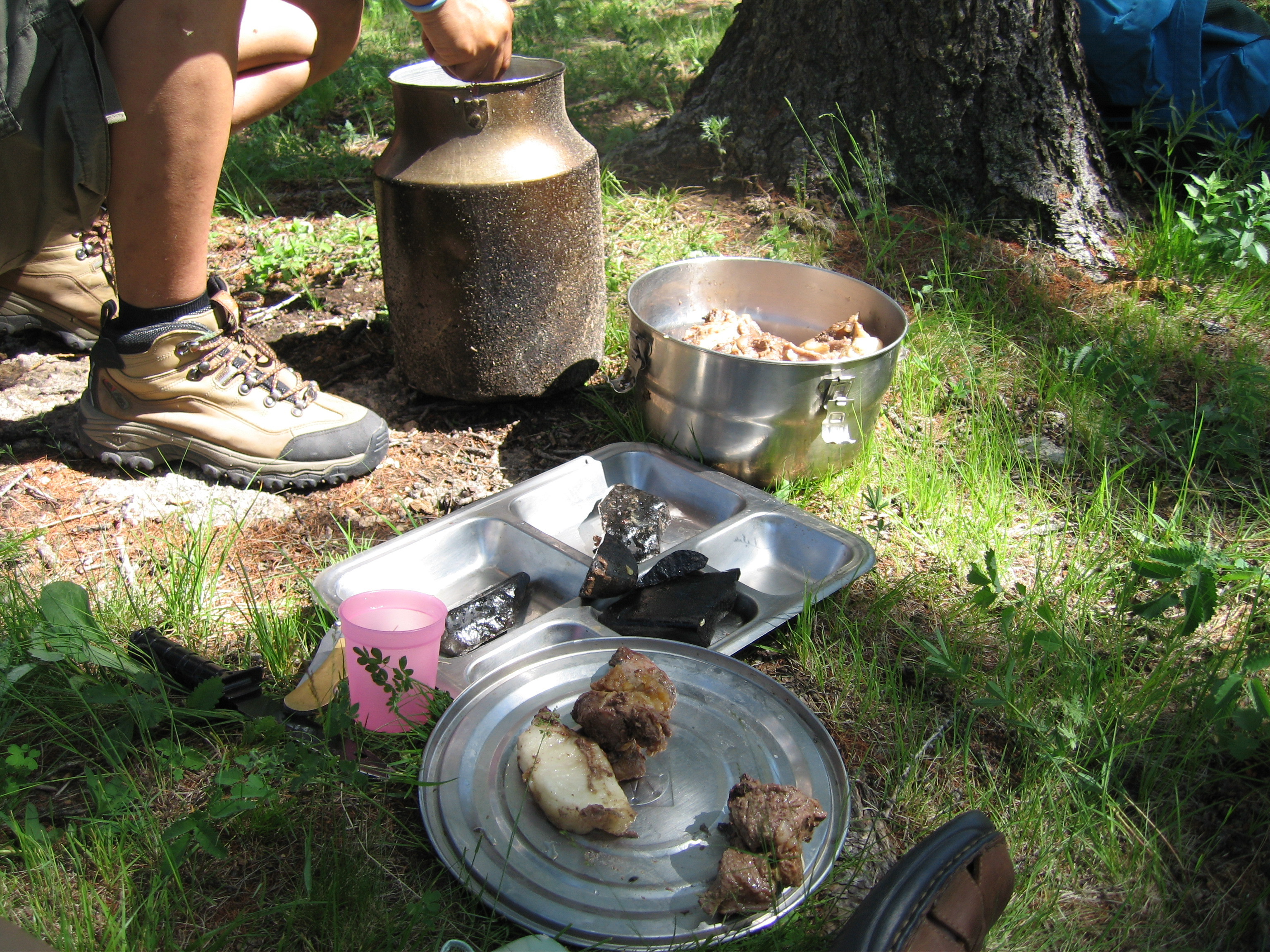
Хорхог

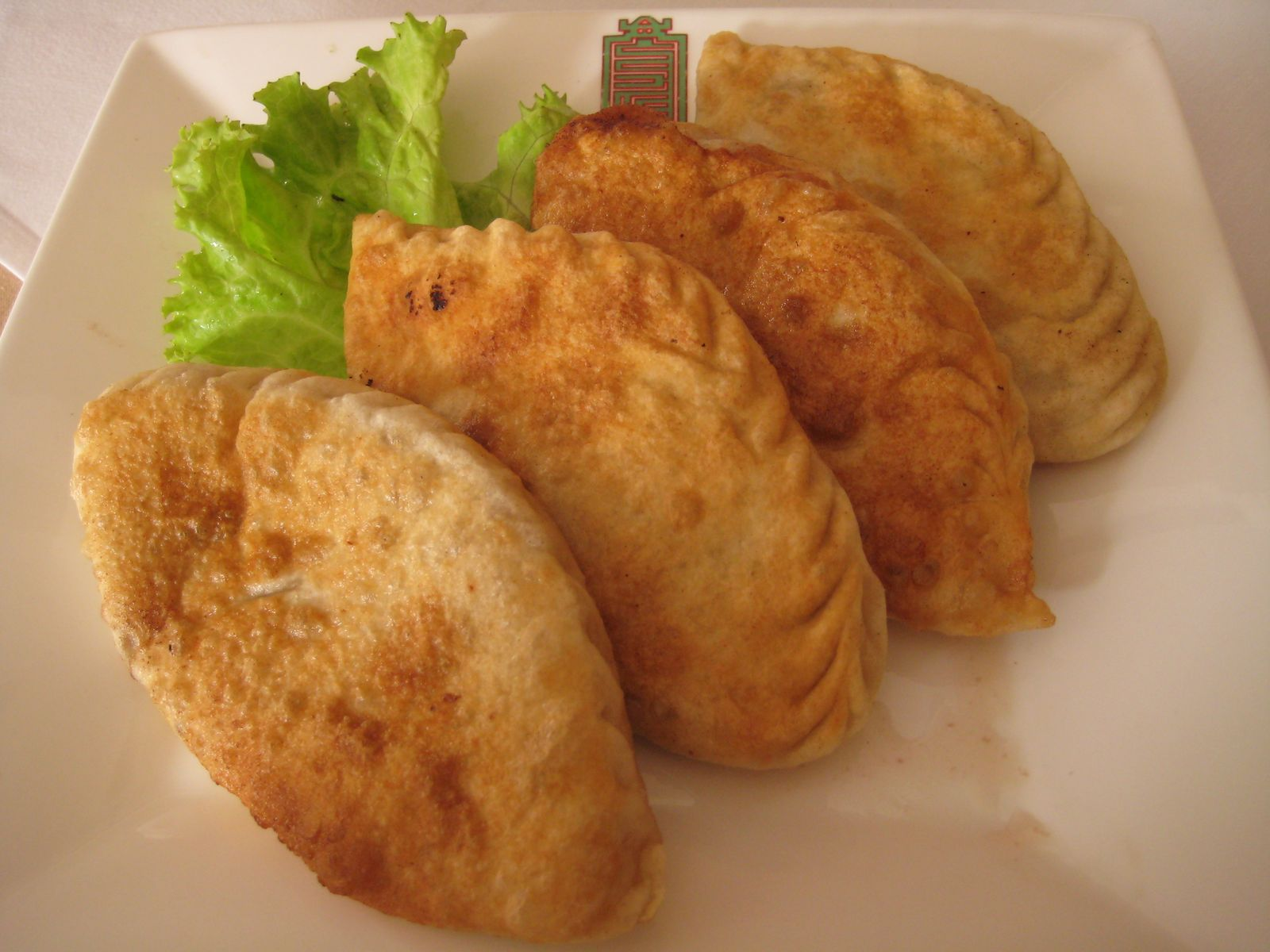
Хушур

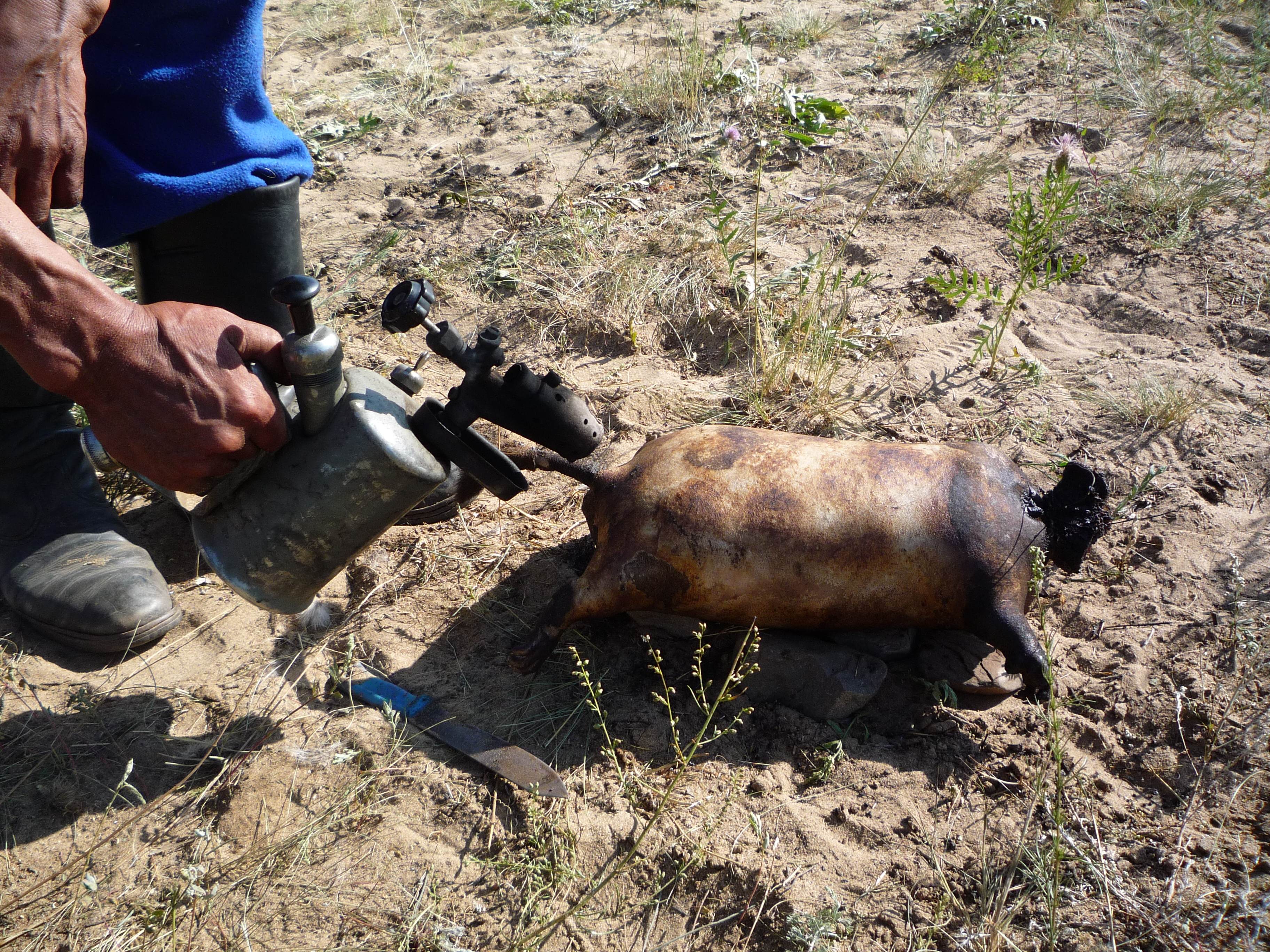
Бодог, приготавливаемый из сурка с помощью паяльной лампы

- Ааруул — сушёный творог.
- Кумыс (монг. айраг).
- Борц — сушёное мясо.
- Архи, шимин архи[1] — молочный самогон.
- Сутэй цай (монг. сүү «молоко», монг. -тэй — аффикс «с кем, с чем», монг. цай «чай») — чай с молоком. Иногда используются словосочетания цаган цай (монг. цагаан «белый») или хийцтэй цай. Этот напиток представляет собой кипячёный в котле низкосортный зелёный чай, который продаётся спрессованным в форме плитки, с добавлением молока, соли, животного топлёного масла, а также поджаренной муки или слегка обжаренного курдючного сала[1][2][3]. Обобщённо подобные добавки в чай называются хийц. В современной монгольской кухне молочный чай делают с помощью добавления в кипяток большого количества молока, в которое добавляют заварку, отдельно приготовленную из плитки зелёного чая. Для приготовления молочного чая используется вода, которую набирают из родников, рек, ручьёв, озёр или колодцев. Если естественная концентрация природных солей в такой воде недостаточна для придания ей слабосолёного привкуса, в воду добавляют небольшое количество поваренной соли. Для того, чтобы сделать напиток более сытным, иногда в пиалу с чаем добавляют отварной рис. Свежеприготовленный чай разливают по термосам, для последующего употребления в течение дня без дополнительного разогрева. В настоящее время в продаже имеются пакетики быстрорастворимого молочного чая, в состав которого входит порошок зелёного чая, цельное сухое молоко, заменитель сливок и йодированная соль. Вкус пакетированного монгольского чая часто отличается от домашнего.
- Борцок (монг. боорцог) — вытянутый кусочек теста, жаренный во фритюре из животного жира. В настоящее время жир часто заменяют растительным маслом.
- Бузы (монг. бууз) — варёные на пару манты.
- Банш — более мелкая разновидность буз, отвариваются в кипящей воде, по форме напоминают вареники или пельмени[4].
- Тарак (монг. тараг) — простокваша.
- Хорхог — мясо, тушёное в закрытом металлическом котле. В настоящее время слово хорхог обозначает также консервированную тушёную говядину (монг. ухрийн хорхог) фабричного производства.
- Хар шул (монг. хар «чёрный», монг. шөл «суп») — бульон, получившийся в результате варки бараньего мяса и субпродуктов, которые придают бульону тёмный («чёрный») цвет, с мелко нарезанным отварным мясом и луком.
- Цуйван — лапша, приготовленная на пару и затем обжаренная с мясом и овощами[5].
- Хоторгойн шухан — кровяная колбаса[6], а также варёная колбаса, начинённая нарезанными полосками мяса или мясных субпродуктов.
- Хушур (монг. хуушуур) — чебурек небольшого размера, обильно начинённый мелко нарезанным мясом, или пирожок с мясом, обжаренный в бараньем жиру или растительном масле.
- Топлёное масло (монг. шар тос).

В традиционной монгольской кухне хлеб почти не встречается, но хлебные изделия из пшеничной муки составляют заметную часть рациона: борцоки, би́ны — лепёшки из слоёного или квасного теста, приготовленные на сковороде; лепёшки мантуу, приготовленные на пару. Также изготавливается домашняя лапша, которая входит в состав целого ряда блюд. В рационе современных городских и сельских жителей нередко встречается печенье, а в центрах аймаков (включая столицу страны — город Улан-Батор) и некоторых сомонов, выпекают белый хлеб. В Улан-Баторе также выпекается хлеб «Дарницкий».
В книге Гюнтера Линде и Хайнц Кноблох «Приятного аппетита» упоминаются также «водка из зёрен дыни», айран и «гороховый суп по-монгольски».